# دوني هاثاواي
دوني هاثاواي (بالإنجليزية: Donny Hathaway)‏ هو موسيقي ومنتج أسطوانات ومغن مؤلف ومغني وعازف بيانو أمريكي، ولد في 1 أكتوبر 1945 في شيكاغو في الولايات المتحدة، وتوفي في 13 يناير 1979 في نيويورك في الولايات المتحدة بسبب سقوط.

## وصلات خارجية
- الموقع الرسمي
- دوني هاثاواي على موقع IMDb (الإنجليزية)
- دوني هاثاواي على موقع ميوزك برينز (الإنجليزية)
- دوني هاثاواي على موقع رولينغ ستون (الإنجليزية)
- دوني هاثاواي على موقع إن إن دي بي (الإنجليزية)
- دوني هاثاواي على موقع أول ميوزيك (الإنجليزية)
- دوني هاثاواي على موقع ديسكوغز (الإنجليزية)
- دوني هاثاواي على موقع قاعدة بيانات الفيلم (الإنجليزية)